# Fortaleza de Kruševac
La fortaleza de Kruševac o ciudad del príncipe Lazar (en serbio: Крушевачки град, romanizado: Kruševački grad) fue una ciudad fortificada medieval en Kruševac, Serbia, antigua capital del príncipe Lazar. La ciudad albergaba la iglesia de la corte, Lazarica. En la actualidad, todo lo que queda de la ciudad son ruinas. 

## Historia
La fortaleza de Kruševac se mencionó por primera vez en 1381, por lo que probablemente fue construida por el príncipe Lazar, convirtiéndose en la sede de su reino: la Serbia del Morava. Gobernó su país desde Kruševac, como lo atestiguan la firma y el registro en una carta emitida en 1387 que incluye la frase En la famosa ciudad de mi dominio Kruševac (en serbio: у славноме граду господства ми Крушевцу).
El hijo y sucesor de Lazar, Esteban Lazarević, dirigió el Despotado desde Kruševac hasta 1405, cuando la capital se trasladó a Belgrado, que comenzó a renovar y fortificar en ese año. Sin embargo, Kruševac nunca perdió su importancia estratégica. Fue el lugar de encuentro del déspota Esteban y el sultán Mehmed I en 1413.
Las luchas por el control de la ciudad tuvieron lugar a lo largo de la primera mitad del siglo xv. Fue ocupada brevemente por los turcos otomanos en 1413 y 1427, y por los húngaros en 1437. Después de firmar un acuerdo sobre la restauración del Despotado, Đurađ Branković recuperó Kruševac en 1444. En 1454, los otomanos lanzaron una ofensiva con el objetivo de someter la totalidad de Serbia. Al comienzo de la ofensiva, los otomanos sufrieron enormes pérdidas, especialmente en la batalla de Kruševac. Las bajas masivas infligidas a los otomanos impulsaron al sultán Mehmed II para reforzar personalmente su ofensiva utilizando todo su ejército rumeliano. La ciudad finalmente cayó bajo el dominio otomano, junto con el resto del Despotado, más tarde en 1454.
Bajo el dominio otomano, Kruševac pasó a llamarse Aladža Hisar, ciudad colorida en turco, debido a la diversidad de materiales con los que se construyó la fortaleza. La Lazarica, que fue construido por el príncipe Lazar, fue destrozado por los otomanos y se utilizó para almacenar pólvora.

## Sitio arqueológico
La parte mejor conservada de la antigua capital del príncipe Lazar es la iglesia del palacio de san Esteban, Lazarica. Poco queda hoy de la fuerte ciudad de Kruševac, como la llamó Constantino de Kostenets. En la actualidad, los restos sobrevivientes consisten en la Torre del homenaje, a través de la cual se ingresaba a la ciudad, y parte del muro este. Dentro de las torres actuales hay un pasillo con una escalera; esto una vez dio acceso a niveles más altos y a una salida a las murallas de la ciudad. Una de las curiosidades de esta torre en particular fue que estaba enlucida con guijarros, un estilo raro y probablemente una de las razones que llevó a los turcos a llamar a la fortaleza «Ciudad Colorida». El área de la antigua fortaleza se ha convertido en un parque y ahora alberga un museo. El parque está casi completamente abandonado, excepto alrededor de la iglesia. Los restos de paredes y edificios están muy mal conservados y sin señalizar, sin protección contra los vándalos. Partes de las murallas fueron derribadas durante el siglo pasado para construir viviendas; la piedra de la fortaleza probablemente se utilizó en la construcción de viviendas cercanas.
La fortaleza de Kruševac fue declarada Monumento cultural de importancia excepcional en 1979, y ahora está protegida por la República de Serbia.